# Sciogriphoneura brunnea
Sciogriphoneura brunnea är en tvåvingeart som beskrevs av Steyskal 1977. Sciogriphoneura brunnea ingår i släktet Sciogriphoneura och familjen Helosciomyzidae. Inga underarter finns listade i Catalogue of Life.